# 凯恩多夫
凯恩多夫是奥地利施蒂利亚州哈特贝格县的一个市镇。总面积14.18平方公里，总人口1454人，人口密度102.5人/平方公里（2005年）。